# Lino Guedes
Lino de Pinto Guedes (Socorro, 24 de junho de 1897 - 4 de março de 1951) foi um jornalista e poeta brasileiro.

## Biografia
Filho de ex-escravos, ficou órfão de pai aos 2 anos de idade. Contou com a ajuda do fazendeiro e líder político local Olympio
Gonçalves dos Reis para estudar na escola Normal em Campinas. Ali começou a carreira de jornalista, colaborando com os jornais Diário do Povo e Correio Popular. Mais tarde, trabalhou também no Jornal do Comércio, O Combate, Razão, São Paulo - Jornal, Correio de Campinas, Correio Paulistano e Diário de São Paulo.
Foi também um militante do movimento negro, frequentando as associações e grêmios que atuavam na regão. Inspirado na obra de Luís Gama, fundou em 1923 o jornal Getulino (apelido do poeta), ao lado de Benedito Florêncio e Gervásio de Morais.
Em 1926, encerrou as atividades do Getulino e mudou-se para São Paulo. Na capital paulista, integrou o Centro Cívico Palmares e ajudou Argentino Celso Wanderley a fundar o jornal Progresso, também dedicado à causa negra.
Como poeta, usava o pseudônimo de Laly. Sua poesia era influenciada pelo romantismo abolicionista de Castro Alves e Vicente de Carvalho. Adotou formas populares, como a redondilha e até mesmo o cordel, enquanto na temática alternava entre poemas de amor ("Você é uma rosa, Dictinha,/ A florir com sua graça/ Toda esta existência minha!") e a preocupação social com a situação do negro no Brasil ("Negro preto cor da noite/ Nunca te esqueças do açoite/ que cruciou tua raça").

## Obras
- 1926 - Black
- 1935 - O Canto do Cisne Preto
- 1936 - Ressurreição negra
- 1936 - Urucungo
- 1936 - Negro Preto Cor da Noite
- 1938 - O Pequeno Bandeirante
- 1938 - Mestre Domingos
- 1938 - Sorrisos do Cativeiro
- 1938 - Vigília do Pai João
- 1938 - Ditinha
- 1943 - Nova Inquilina do Céu
- 1951 - Suncristo
- ???? - Dedicatória

### Ensaio
- 1924 - Luís Gama e sua individualidade literária[6]